# 565. Volksgrenadier-Division
Die 565. Volksgrenadier-Division war ein Großkampfverband der deutschen Wehrmacht im Zweiten Weltkrieg.

## Geschichte

### Aufstellung
Die Division wurde am 26. August 1944 in der 32. Aufstellungswelle auf dem Truppenübungsplatz Milowitz aus der zur Auffrischung vorhandenen Infanterie-Division Mähren und Teilen der 78. Sturm-Division im Wehrkreis XIII aufgestellt.

### Auflösung durch Eingliederung in die 246. VGD
Noch in der Aufstellungsphase befindlich, wurde die Division am 15. September 1944 in Prag zur Aufstellung der 246. Volksgrenadier-Division herangezogen.

## Kommandeur
Kommandant der Division war der Oberst Gerhard Wilck, welcher auch die Führung des Nachfolgeverbands übernahm.

## Gliederung
- Grenadier-Regiment 1153, später als Grenadier-Regiment 352 an die 246. Volksgrenadier-Division
- Grenadier-Regiment 1154, später als Grenadier-Regiment 404 an die 246. Volksgrenadier-Division
- Grenadier-Regiment 1155, später als Grenadier-Regiment 689 an die 246. Volksgrenadier-Division
- Artillerie-Regiment 1565, später als Artillerie-Regiment 246 an die 246. Volksgrenadier-Division[1]